# Карнітин

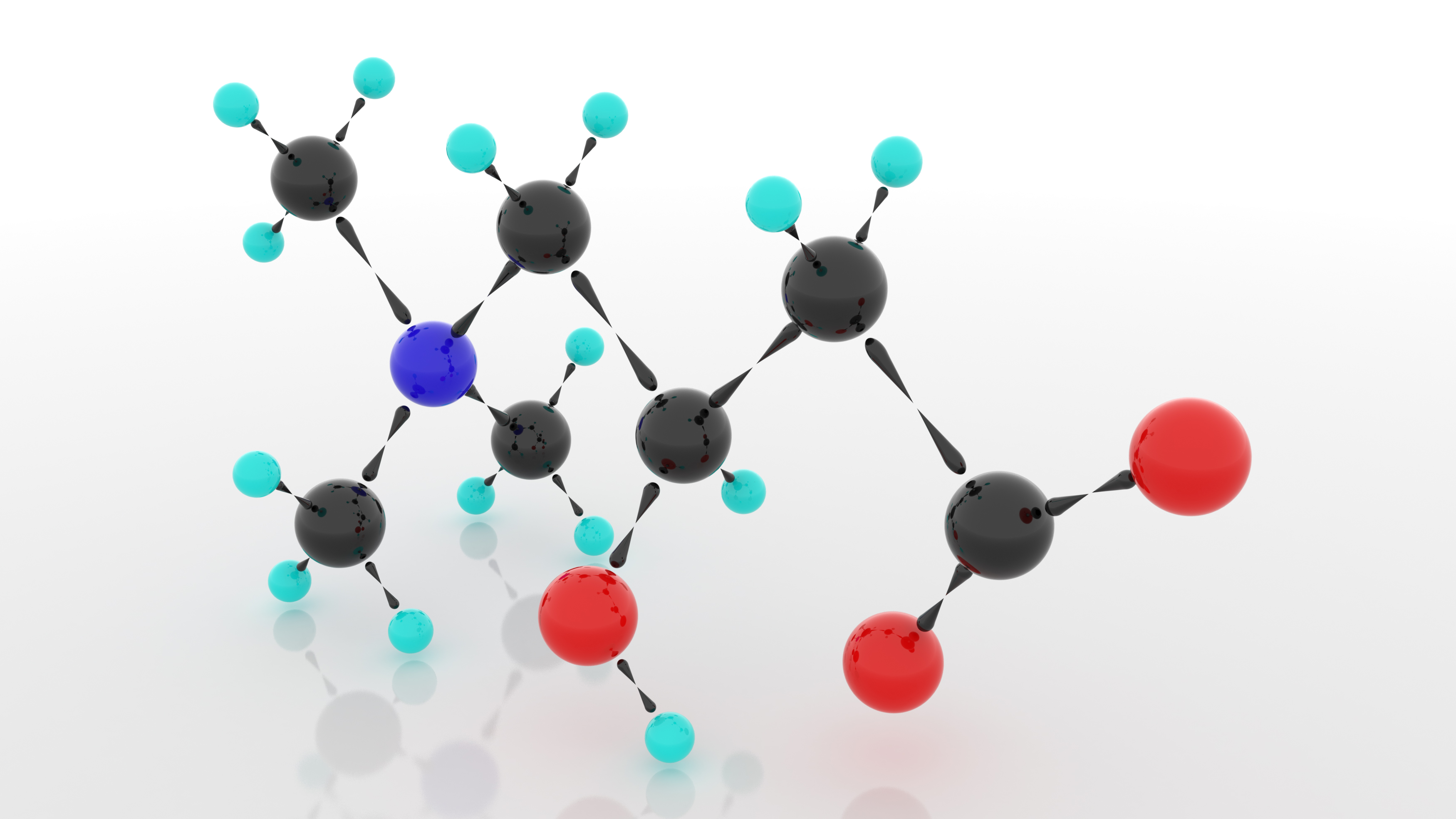
3D зображення молекули L-карнітину, створене за допомогою 3D-Max Vray

L-карніти́н (лат. Levocarnitinum, англ. Levocarnitine, також л-карнітин, левокарнітин, вітамін BT, вітамін B11) — природна речовина, споріднена з вітамінами групи В. Карнітин синтезується в організмі, також його називають вітаміноподібною речовиною.
В організмі людини присутній в тканинах поперечно-посмугованих м'язів і печінки. Є фактором метаболічних процесів, що забезпечують підтримку активності коферменту А (КоА).
У медицині, а також у ряді спортивних дисциплін (у тому числі, фітнесі та бодібілдингу) використовується для корекції метаболічних процесів. Чинить анаболічну, антигіпоксичну і антитиреоїдну дію, активує жировий обмін, стимулює регенерацію, підвищує апетит. Вважається одним із найбезпечніших жироспалювачів. При відсутності початкових порушень синтезу в організмі рекомендується застосовувати короткими курсами, тому що при тривалому прийомі спостерігається синдром відміни — знижується вироблення власного левокарнітину і з'являється необхідність постійно приймати екзопрепарат.

## Історія
L-карнітин був відкритий 1905 року В. С. Гулевичем і професором медичної хімії Харківського університету Робертом Петровичем Крімбергом (1874—1941), які виділили його з тканини м'язів, початково позначивши як вітамін ВT. 1960 року вперше був синтезований. 1962 року була визначена роль карнітину — він переносить довголанцюгові жирні кислоти в мітохондрії через внутрішню мембрану останніх.

## Біосинтез L-карнітину
В організмі людини і тварин L-карнітин синтезується в печінці та нирках, з яких транспортується в інші тканини й органи. Синтез левокарнітину вимагає участі вітамінів С, B3, В6, B9, В12, заліза, лізину, метіоніну і ряду ферментів. При дефіциті хоча б однієї речовини може розвиватися недостатність L-карнітину.

## Функції в організмі

### Транспорт одноланцюгових жирних кислот в мітохондріальний матрикс
Поряд з білками і вуглеводами основними джерелами енергії є жири. Утворення енергії з жирів залежить від злагодженої роботи безлічі ферментів і переносників. Кінцевою і однією з найважливіших стадій цього процесу є окиснення жирних кислот і синтез АТФ в мітохондріях. Рівень синтезу АТФ залежить від надходження жирних кислот всередину мітохондрій. Ключовим учасником цього процесу є L-карнітин, який транспортує довголанцюгові жирні кислоти в мітохондрії через внутрішню мембрану останніх, в яких відбувається їх β-окиснення до ацетил-КоА з наступною його утилізацією. У давніших органелах — оксисомах, пероксисомах, карнітин забезпечує і човниковий механізм з доставки ацетил-КоА в цитоплазму для пластичних цілей. З молодих органел — мітохондрій, мембрана яких у зворотному напрямку непроникна для карнітину, транспорт ацетил-КоА в цитоплазму здійснюється за допомогою цитрату, а надходить у мітохондрії карнітин декарбоксилірується до β-метилхоліну з подальшим видаленням.

### Контроль і модуляція внутрішньоклітинного пулу CoASH
L-карнітин відіграє також важливу роль у збереженні стабільного рівня коферменту А (CoA, КоА), який необхідний для активування карбокселевмісних метаболітів. Тим самим L-карнітин включається в проміжний обмін в цілому, регулюючи співвідношення ацил-CoA / CoA і підтримуючи необхідний рівень вільного CoA в клітці. CoA необхідний для бета-окиснення, для катаболізму деяких амінокислот, для дезінтоксикації органічних кислот і ксенобіотиків, для функціонування піруватдегідрогенази і, отже, для роботи циклу трикарбонових кислот. L-карнітин сприяє видаленню коротколанцюгових жирних кислот з мітохондрії, звільнюючи внутрішньомітохондріальний CoA, стабілізація рівня якого і функціональний взаємозв'язок між пулами CoA і левокарнітину є життєво важливими для оптимізації енергетичного метаболізму.

### Дезінтоксикація органічних кислот і ксенобіотиків
Цитотоксичні органічні кислоти, як і ксенобіотики, біотрансформуються перетворенням в похідні ацил-CoA, які видаляються з подальшого катаболічного процесу.

### Анаболічні функції
Анаболічний ефект L-карнітину був встановлений експериментально, а також досвідом тривалого застосування у медичній та спортивно-медичній практиці без пояснення механізму дії. Можливо, анаболічні функції L-карнітину здійснюються шляхом участі в метаболізмі фосфоліпідів за рахунок підтримки оптимального співвідношення ацил-CoA / CoA. Анаболічну дію L-карнітину зумовлено як підвищенням секреції і ферментативної активності шлункового і кишкового соків, у зв'язку з чим підвищується засвоєння їжі, зокрема білка, так і збільшенням продуктивності при фізичних навантаженнях.

### Захисна дія при апоптозі
L-карнітин має захисну дію при апоптозі, що зумовлено інгібуванням синтезу церамідів (потужні промотори клітинного апоптозу) та активності каспаз (ключові медіатори апоптозу).

### Нейрозахисний ефект
Нейрозахисний ефект L-карнітину, встановлений в серії експериментів на тваринах, може бути пов'язаний із запобіганням порушення метаболічних процесів, і які призводять до дефіциту енергії. Вплив L-карнітину на зниження токсичності, спричиненої введенням метамфетаміну, продовжує вивчатися. У майбутньому можливе використання карнітину в лікуванні деяких захворювань нервової системи.

## Потреба і норми вживання левокарнітину
Рекомендаційною добовою дозою L-карнітину є:
- для дорослих — до 300 мг
- для дітей до 1 року — 10-15 мг
- для дітей від 1 до 3 років — 30-50 мг
- для дітей від 4 до 6 років — 60-90 мг
- для дітей від 7 до 18 років — 100—300 мг.

При підвищених розумових, фізичних і емоційних навантаженнях, багатьох захворюваннях, у стресовому стані, при вагітності або годуванні груддю, заняттях спортом потреба в L-карнітині може збільшитися в кілька разів так:
- При боротьбі з зайвою вагою — 1500—3000 мг.
- При СНІДі, захворюваннях серцево-судинної системи, печінки і нирок, гострих інфекціях — 1000—1500 мг.
- При серйозних заняттях спортом — 1500-3000 мг.
- Для працівників важкої фізичної праці— 500—2000 мг.